# 李玉棻
李玉棻（?—?），字均湖，真木，韵湖。北京通县人。
自幼喜書畫，自称虹月船师，又有室名传鉴堂。光绪十七年從軍，后为直隶候补。同治四年（1865年），開始撰著《瓯钵罗室书画过目考》。光绪二十三年（1897年）成书，是為景其濬、曾协均、僧明基三家之集大成。